# Alwine Bertels
Alwine Bertels (Rafaela, Santa Fe, 10 de enero de 1930-Buenos Aires, 23 de noviembre de 2001) fue una paleontóloga argentina especializada en micropaleontología. Se formó en la Facultad de Ciencias Exactas de la Universidad de Buenos Aires. Condujo el laboratorio de Micropaleontología de la misma facultad. Fue una figura destacada en el estudio de los foramíniferos y ostrácodos en el límite K/T. Fue la primera mujer presidenta de la Asociación Paleontológica Argentina durante los años 1976-1977 y que tiene instaurado un premio que lleva su nombre.

## Carrera profesional
Cursó sus estudios universitarios en el Departamento de Ciencias Geológicas de la Facultad de Ciencias Exactas de la Universidad de Buenos Aires. Participó en el primer curso de micropaleontología en el año 1961. Inició sus investigaciones analizando la edad del Rocanense y aportó evidencias sobre el la edad daniana los depósitos patagónicos de General Roca, Provincia de Río Negro.
En 1968 defendió su Tesis Doctoral "Micropaleontología y estratigrafía del límite Cretácico-Terciario en Huantrai-có (Provincia del Neuquén)".
A partir del año 1970, se vinculó con instituciones científicas brasileñas (particularmente la Universidad Federal de Río Grande do Sul), contribuyendo en el dictado de cursos y la formación de micropaleontólogos. 
A partir de 1969, comenzó su carrera docente como ayudante en el Departamento de Ciencias Geológicas de la Universidad de Buenos Aires, continuó en los cargos de Jefe de Trabajos Prácticos (1967-1973), Profesor Adjunto (1973-1975), Profesor Asociado (1975-1978) y finalmente, Profesor Titular de Micropaleontología (desde 1978). También dictó cursos de su especialidad en la Universidad Nacional de La Plata, la Universidad Federal de Rio Grande do Sul (Porto Alegre, Brasil), el Centro de Pesquisas Petrobrás (Río de Janeiro, Brasil) y el Centro de Investigaciones Petroecuador (Guayaquil, Ecuador). Dirigió diez Trabajos Finales de Licenciatura y ocho Tesis de Doctorado en la Universidad de Buenos Aires, cuatro Doctorandos de las Universidades Nacionales de La Plata, Comahue y Nordeste (Corrientes) y cinco Maestrías y dos Doctorados de instituciones brasileñas.
Internacionalmente, ejerció la coordinación y el asesoramiento de importantes proyectos, muchos organizados por UNESCO, e integró el Comité Editor del Stereoatlas of Ostracode Shells (Gran Bretaña), la Subcomisión Internacional del Paleógeno y el Comité Nominativo de la Asociación Paleontológica Internacional.
Fue Presidenta de la Asociación Paleontológica Argentina (1975-1977), Presidente del Segundo Congreso Argentino de Paleontología y Bioestratigrafía y Primer Congreso Latinoamericano de Paleontología (Buenos Aires, 1978) y Miembro del Comité Permanente de Congresos de Paleontología y Bioestratigrafía.
Bertels obtuvo importantes distinciones, como los Premios Eduardo L. Holmberg (Academia Nacional de Ciencias Exactas, Físicas y Naturales,1985), al Mérito Paleontológico (Asociación Paleontológica Argentina, 1996) y a la Producción Científica (Facultad de Ciencias Exactas y Naturales de Buenos Aires, 1992). Además, fue designada Miembro Honorario de la Asociación Paleontológica Argentina, 1995, y de la Asociación Geológica Argentina, 1999, y "Mujer del Año" (1992-1993) por el Centro Biográfico Internacional (Cambridge, Inglaterra), en reconocimiento a su trayectoria científica.

## Homenajes
La Asociación Paleontológica Argentina decidió en 2022 denominar a uno de sus premios Premio Alwine Bertels.